# 脇本雄太
脇本 雄太（わきもと ゆうた、1989年3月21日 - ）は、競輪選手、元自転車競技選手。福井県福井市出身。日本競輪選手会福井支部所属、ホームバンクは福井競輪場。日本競輪学校（当時。以下、競輪学校）第94期生。師匠はいない。マネジメント契約先はスポーツビズ。妻は元レースクイーンでモデル事務所代表の柏木まりな。
5人きょうだいの3番目（兄・姉・弟2人）。9歳年下の弟・脇本勇希も競輪選手（115期）。
史上初の7冠グランプリスラム（全G1およびGP制覇）達成者。

## 来歴
福井県立科学技術高等学校在学中、2005年と2006年の国体・少年1kmタイムトライアルで優勝し、卒業後は競輪学校に実技試験免除で第94期生として入学、在校成績11位で卒業。
2008年7月12日にホームバンクの福井競輪場でデビューし、初勝利を挙げた。
2009年、全日本自転車競技選手権大会（境川自転車競技場）のチームスプリントで、強化チームの一員として、競輪学校同期の坂本貴史、深谷知広とともに優勝に貢献。同年12月に行われたUCIトラックワールドカップ2009-2010のカリ大会・ケイリンでは5位に入った。
2010年、7月の寬仁親王牌（前橋）では、GI初出場ながら決勝に進出。近畿3車で残りあと2周半付近より約2周近く逃げ、村上義弘の番手捲りからマークした同県の先輩である市田佳寿浩のGI初制覇に貢献した。8月の豊橋開場61周年記念ではGIII初制覇をした。年末に出場したヤンググランプリ（立川）は9着となる。
2012年、高松宮記念杯（函館）では決勝に進出し、残り1周半から積極的に駆け出し2着に粘りこんだ。その後も寬仁親王牌とオールスター競輪で共に決勝7着となったが、年間獲得賞金争いではトップ9に届かず次点となってしまった。
2014年、第34回アジア自転車競技選手権大会・ケイリン（アスタナ） 優勝。高松宮記念杯（宇都宮）では決勝は4着だった。
2016年、3月のトラック世界選手権ではケイリンで5位入賞。同年のリオデジャネイロオリンピック同種目の代表に選出された。
2017年12月、チリのサンティアゴで行われたティソUCIトラックサイクリングワールドカップ男子ケイリンで優勝した。
競輪ではGIレースで数多く決勝戦に進出するも、タイトルは中々獲れなかった。だが、2018年は5月の日本選手権（平塚）で3着、翌6月の高松宮記念杯（岸和田）では最後の直線で三谷竜生に交わされ2着とタイトル獲得まであと一歩と迫り、8月のオールスター競輪（いわき平）では逃げ切って優勝し、遂に初のタイトル獲得を果たす。GIレース決勝出場はこれが14度目であり、14度目の挑戦での戴冠はグレード制導入後最多であった。さらに、10月の寬仁親王牌でGI連覇を果たした（準決勝では前橋のバンクレコードタイとなる8秒8も出した）。そして同年10月、フランスのパリで行われたティソUCIトラックサイクリングワールドカップ男子ケイリンで、自身大会通算2度目となる優勝をした。ただ、同年末のKEIRINグランプリ2018では打鐘（残り1周半）から積極的に仕掛けて逃げるも最後の直線で末脚を欠いて5着に終わった。
この頃、ブノワ・ベトゥの元で、ナショナルチームの一員として自転車競技にも積極的に参加しており海外のレースに出場することが多く、競輪の出走は少なくなった。2019年も同様にナショナルチームとしての活動・練習に重点を置くため、同じくナショナルチームの一員である新田祐大とともに、S級S班ながら2月の全日本選抜（別府）の出場は辞退した。
その後、4月のGIIウィナーズカップ（大垣）で優勝。5月の日本選手権（松戸）で、大会33年ぶりのオール1着・完全優勝を果たし（G1としても21年ぶり）、G1において3つ目の戴冠となった。オールスター競輪（第62回大会）のファン投票で初めて1位に選ばれた。年末のKEIRINグランプリ2019では先行するも2着。2019年度における異名は『異次元』（の強さという意味）。
2020年6月4日、2021年開催予定の東京オリンピック自転車トラック種目（スプリントとケイリン）で新田祐大とともに男子代表に内定した。同月22日、高松宮記念杯（和歌山）の決勝では、残り1周半（ジャン）で先頭に立つとそのまま逃げ切り、この大会では1997年（第48回）の吉岡稔真以来、23年ぶりのオール1着・完全優勝を成し遂げ、GI4つ目のタイトルを獲得。同年のオールスター競輪（名古屋）では2年連続のオールスターファン投票1位。10月の寬仁親王牌（前橋）で優勝し、GI5つ目のタイトルを獲得。これらの成績を評価され、JKAより2020年表彰選手として、最優秀選手賞（初受賞）と国際賞をそれぞれ受賞した。
2021年は東京オリンピック出場に向けて合宿やトレーニングを優先するため、競走には参加せず欠場を続けた。そして8月、2020年東京オリンピックの自転車競技トラック男子スプリント予選では9秒518の日本新記録を出し勝ち進んだが、3回戦およびその敗者復活戦で敗れ、準々決勝には進めなかった。男子ケイリンでは準決勝で5着で決勝進出を逃したが、7～12位決定戦で1着となり、総合成績で7位入賞となった。その直後、オールスター競輪に参戦すべく同じく東京オリンピック代表であった新田祐大とともにいわき平競輪場に移動。8月10日が初日であり実質中0日であったが、ファン投票で初日ドリームレースのメンバーに選出されたことから出場を決めた（決勝戦2着）。自転車競技については東京オリンピックを最後に現役引退を表明し、2022年以降は競輪に専念している。
オリンピックで出走直後にオールスター競輪にも参加するなどした影響で、9月のGII共同通信社杯（岐阜）の直前に重度の腰痛を発症し同開催を欠場。翌10月の熊本記念（久留米開催）も2日目から戦列を離れたあと体内深部の疲労骨折が判明し、長期欠場を余儀なくされた。
2022年2月の奈良記念で復帰し、その直後の大宮FIをもって全場制覇。3月29日、玉野記念（GIII）で優勝し、通算300勝を達成（ちなみにこの決勝では松浦悠士も決勝戦を前に通算300勝に王手をかけていた）。5月8日、日本選手権（いわき平）で優勝、自身2年ぶり、そして同大会では3年ぶりとなるGIタイトルを獲得。8月15日、オールスター競輪（西武園）では完全優勝し、この大会を4年ぶりに制した。この年GIには計6つのうち3つしか出場できなかった中、競輪祭を除く前述の2大会で優勝を果たした（2020年から2022年の間で進出した計6つのGI決勝では全てで2連対している）。オールスター競輪後の8月23日、立川FI2日目準決勝で1着となり、同年5月23日の福井FI2日目準決勝よりオールスター競輪5連勝も含めて続けていた連勝記録を19とし、1994年に記録した吉岡稔真の持つS級連勝記録（18連勝）を更新、新記録を達成した。さらに、翌24日の決勝戦でも上がりタイム10秒6で1着となり、立川のバンクレコードタイ記録とともに連勝記録を20に伸ばした。ただ、次戦のGII第38回共同通信社杯（名古屋）では一次予選は1着として連勝記録を21に伸ばしたが、9月17日の二次予選は他車の落車の影響を受けて6着となり連勝記録は止まっただけでなく、準決勝進出も絶たれた。そして、年末のKEIRINグランプリ2022では同大会4度目の挑戦で優勝し、競輪さらには公営競技でも初となる年間賞金3億円突破を果たしただけでなく、通算獲得賞金額10億円突破を達成（2020年10月の新田祐大以来、通算37人目、現役では19人目）。また、同年は63戦51勝として年間勝率8割0分9厘5毛とし、1965年に高原永伍が記録した8割0分2厘4毛（81戦65勝）を57年ぶりに更新した。
2023年はビッグレースのタイトルこそないものの、シャイニングスター賞で落車し途中欠場したGIオールスター競輪と落車のためケガで欠場したGII共同通信社杯競輪とGI寛仁親王牌を除く、全てのビッグレースの決勝に進出し（すなわち出場した8度の準決勝すべてで3着以内に入る）、獲得賞金最終枠から2番目の8位での出場となった。
2024年はGIIウィナーズカップ（取手）を窓場千加頼の番手から、GI競輪祭を寺崎浩平の番手から制し、3年連続でKEIRINグランプリの出走権を獲得し、グランドスラム・グランプリスラムにも王手をかけた。このほか、前年は荒天で準決勝が中止となり、抽選により決勝進出を逃していた地元・福井記念競輪（不死鳥杯）を6度目の優勝。同一グレードレースの優勝回数としては、平原康多の大宮記念競輪（倉茂記念杯）の8度に次いで清水裕友と並ぶ記録を保持している。
2025年最初のGI、全日本選抜競輪（豊橋）では同地区の古性優作と別線勝負となったが、寺崎浩平の捲りを直線で差して優勝を果たし、競輪GI競走全制覇となるグランドスラムを達成すると共に、KEIRINグランプリと併せて7冠では史上初となる“グランプリスラム”達成の壮挙となった。初GIタイトルから僅か6年半で実った。さらに高松宮記念杯（岸和田）でも最終先行した寺崎浩平を最終バックで捲り完全優勝、年間GI2勝目・現役最多となるGI10勝目を挙げた。

## 主な獲得タイトルと記録
- 2018年 - オールスター競輪（いわき平競輪場）、寬仁親王牌・世界選手権記念トーナメント（前橋競輪場）
- 2019年 - 日本選手権競輪（松戸競輪場）完全優勝（4走）
- 2020年 - 高松宮記念杯競輪（和歌山競輪場）完全優勝（4走）、寬仁親王牌・世界選手権記念トーナメント（前橋競輪場）
- 2022年 - 日本選手権競輪（いわき平競輪場）、オールスター競輪（西武園競輪場）完全優勝（5走）、KEIRINグランプリ（平塚競輪場）
- 2024年 - 競輪祭（小倉競輪場）
- 2025年 - 全日本選抜（豊橋競輪場）、高松宮記念杯競輪（岸和田競輪場）完全優勝（5走）
- グランドスラムおよびグランプリスラム - 2025年2月24日、読売新聞社杯全日本選抜競輪優勝により達成
- GIタイトル獲得数現役選手最多 - 10（2025年6月22日時点）[33][34]
- 年間賞金王 - 1回（2022年）
- 年間獲得賞金3億円突破 - 2022年（3億584万2300円）※公営競技初
- 通算獲得賞金額10億円突破 - 2022年12月30日（通算37人目、現役では19人目）
- S級連勝記録 - 21（2022年5月23日 - 9月16日）
- 年間最高勝率 - 8割0分9厘5毛（2022年。63戦51勝）
- バンクレコード記録 - 函館競輪場（10秒6）[35]、川崎競輪場（10秒6）[36]
- バンクレコードタイ記録 - 前橋競輪場（8秒8）、名古屋競輪場（10秒4）、立川競輪場（10秒6）、武雄競輪場（10秒7）

## 競走スタイル
一度先頭に立って逃げると、後方から捲らせない程の絶妙なスピードを維持し、そのまま直線まで逃げ切りにかかる、競輪界では有数のロングスパート力を誇る。「脇本雄太が競輪を変えた」という声もある。
勝率が高く、2018年以降、2023年時点で6年連続で年間勝率1位となっている（S級S班及び年間を通しS級1班対象）。

## エピソード
2012年に名古屋競輪場で開催された共同通信社杯競輪の決勝において、近畿勢は脇本-稲垣裕之-南修二のラインで挑んだが、脇本が残り2周半で先頭誘導員の後位に位置し、振り向いて後方の様子を確認し続け、再び正面を向いた際に誘導員へ追突し落車してしまい、さらに追突された誘導員も影響を受けて走路から退避せざるを得なくなった。競走は成立したものの脇本は誘導妨害で失格となってしまう。
この過失により脇本は名古屋競輪場から斡旋停止6ヶ月の処分を受けたため、改めてJKAによる全体処分も受けることになったが、JKAからは重罰の斡旋停止ではなく1ヶ月間「あっせんをしない処置」の処分が下された。しかし結果的にこの処分が賞金争いに影響を与えることになった。